# Gangeszi gaviál
A gangeszi gaviál (Gavialis gangeticus) a hüllők (Reptilia) osztályának krokodilok (Crocodilia) rendjébe és a gaviálfélék (Gavialidae) családjába tartozó faj.
Családjának és nemének az egyetlen élő faja.

## Előfordulása

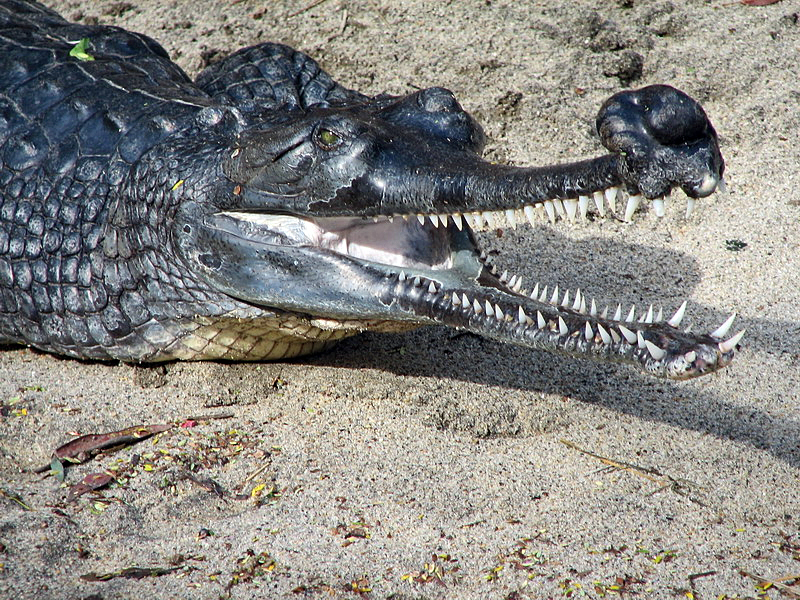
Portré

A gaviálnak két populációja létezik: egyik Pakisztánban, az Indus folyó-rendszerében, a másik Indiában, Bangladesben és Mianmarban, a Mahánadi, a Gangesz, a Brahmaputra, a Kaladan és az Irrawaddy folyókban. A gaviál állományai az összehangolt védelmi és tenyésztési programoknak köszönhetően újra növekedésnek indultak, de még mindig a kihalás fenyegeti a fajt, a Vörös Lista szerint a vadon élő kifejlett példányok 300-900 darab között lehetnek. 

## Megjelenése
A hím akár 6,25 méter hosszú és 977 kilogramm testtömegű is lehet, míg a nőstény legfeljebb 4 méter. Egyes vélemények szerint a legnagyobb példányok a 7 métert is elérhetik. Bőre nagyon kemény, páncélozott, a bőripar számára valóságos kincs. A többi krokodillal ellentétben nem tudja felemelni a földről hatalmas testét és farkát, ezért csak lassan cammog előre. Úszóhártyás lába kiválóan megfelel az úszáshoz és a fészekásáshoz. Pofája, páncélos hüllő létére nagyon keskeny, több mint 100 fogat rejt, amelyek egymásba akadnak, ha az állat becsukja az állkapcsát. A gaviálnak nincsenek ajkai, amelyek felfognák a vizet, de a többi krokodilhoz hasonlóan orrlyukain keresztül tud lélegezni, amíg a pofája tele van vízzel. A hímeknél az orr hegyén, kiálló szövetdomborulat alakul ki, amelynek pontos szerepét nem ismerjük. Talán a párzási időszakban kiadott hívójeleket erősíti fel.

## Életmódja

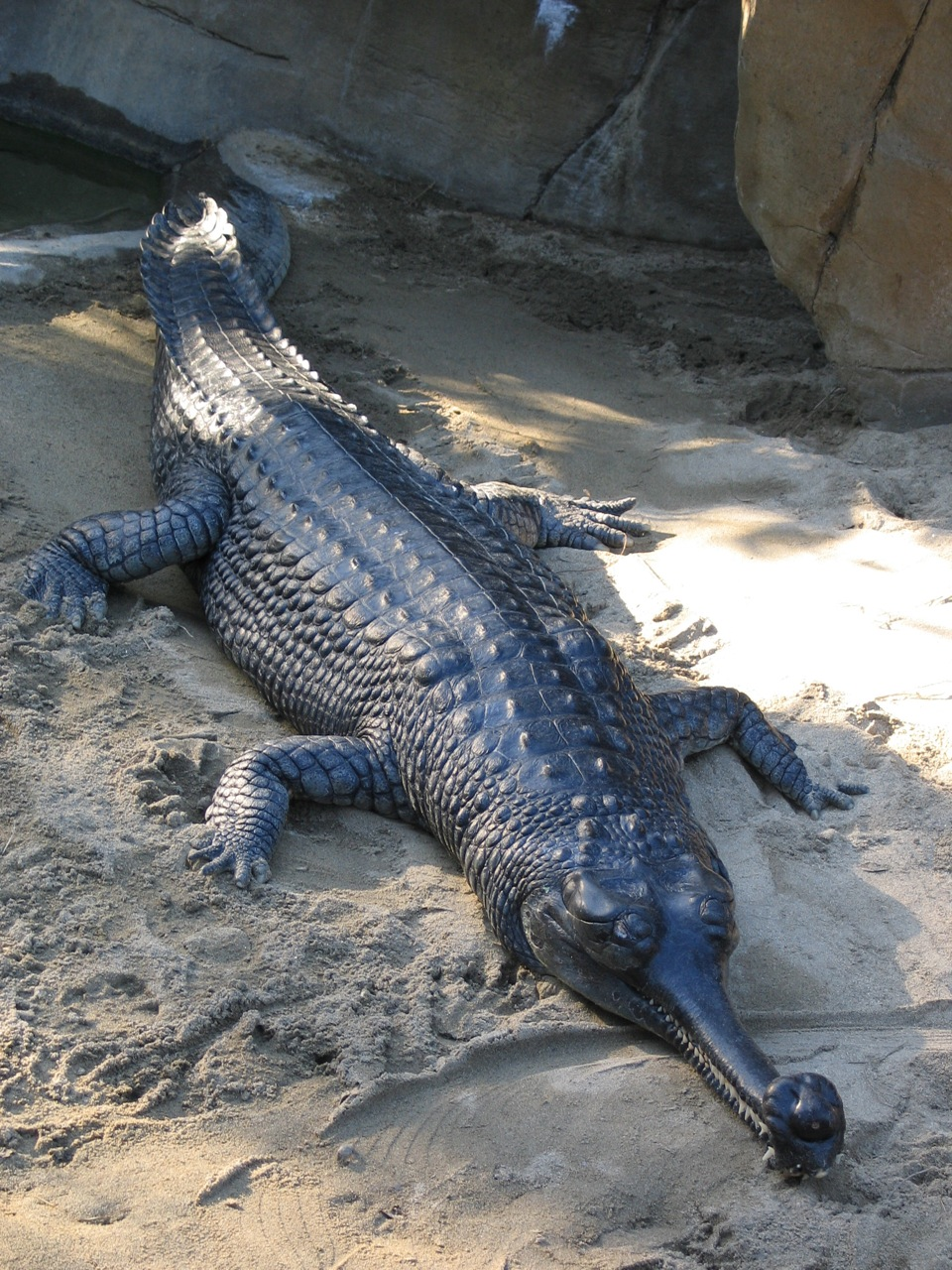
Pihenő példány

A gangeszi gaviál általában magányos vagy kisebb csapatokban él. Ha csapatokban él, akkor egy hím körül több nőstény található. Tápláléka mindenekelőtt halak, de vízimadarak, rákok és kisemlősök is. Az állat, a halrajokban úszva, oldalra kapva fogja meg zsákmányát.

## Szaporodása
Az ivarérettséget 10 éves korban éri el. A párzási időszak tél vége-tavasz között van. Ekkor a nőstény ás egy fészket, melybe átlagosan 40 tojást rak, de egy fészekaljban találtak már 97 tojást is. A kifejlődési idő 60-90 napig tart. Ennek végén a kis gaviálok elkezdenek csipogni, hogy az anyjuk segítségükre jöjjön, a fészekből való kimászáshoz.